# Szoldatits Ferenc
Szoldatits/Szoldatics Ferenc (Vörösberény, 1820. november 28. – Róma, 1916. január 25.) magyar festő.

## Életpályája
Veszprémben, a piarista gimnázium diákja volt. 1840–1848 között Bécsben a képzőművészeti akadémián tanult Ranolder János pénzügyi támogatásával, ahol Josef von Führich és Leopold Kupelwieser (1796–1862) festő tanítványa volt. 1853-ban Rómában telepedett le. 1859-ben tanulmányutat tett Münchenbe és Drezdába.

### Munkássága
A nazarénus festők követője volt, s így hatott a későbbi gödöllői iskola művészeire is. Olaszországban és Magyarországon számos templomnak festett oltárképeket és freskókat (Eger, Budapest, stb.). Fő műve az egri székesegyház Mária-kápolnájának falképei (1881). Portrékat is festett (IX. Pius pápa; XIII. Leo, egri Liceumi Képtár). Szoldatits Ferenc a magyar nazarénus egyik utolsó képviselője volt. Későbbi követője volt Nagy Sándor (1868–1950) és Körösfői-Kriesch Aladár (1863–1920), akik gyakori vendégei voltak nála. Művei megtalálhatóak a Magyar Nemzeti Galériában, a Bakony Múzeumban (ma: Laczkó Dezső Múzeum), Veszprémben, a Keresztény Múzeumban (Esztergom) és az egri érsekség képgalériájában.

## Magánélete
1867-ben házasságot kötött, felesége Margherita Waldis lett. 1873-ban született egy fia, Giorgio Szoldatits (1873–1955), aki szintén festő lett.

## Kiállításai
- 1873 Bécs

## Festményei
- a Szent Mária-kápolna freskói az egri bazilikában (1881)
- oltárkép Jászberényben (1883)[6]
- Jánoshalma oltárképe (1888)[7]

### Portrék
- Samassa József
- IX. Piusz pápa
- XIII. Leó pápa (1879)
- grófnö Apponyi Zsófia született Sztáray 1822-1897 (Nagy Appony, 1864)